# Dawang (köpinghuvudort i Kina, Shaanxi, lat 34,20, long 108,65)
Dawang (kinesiska: 大王, 大王镇) är en köpinghuvudort i Kina. Den ligger i provinsen Shaanxi, i den nordvästra delen av landet, omkring 24 kilometer väster om provinshuvudstaden Xi'an. Antalet invånare är 29 315. Befolkningen består av 14 297 kvinnor och 15 018 män. Barn under 15 år utgör 14,0 %, vuxna 15-64 år 75 %, och äldre över 65 år 9,0 %.
Runt Dawang är det tätbefolkat, med 530 invånare per kvadratkilometer. Närmaste större samhälle är Weicheng, 15,5 km norr om Dawang. Trakten runt Dawang består till största delen av jordbruksmark.
Genomsnittlig årsnederbörd är 669 millimeter. Den regnigaste månaden är september, med i genomsnitt 149 mm nederbörd, och den torraste är december, med 1 mm nederbörd.